# Blythe Bay
Die Blythe Bay (in Chile Rada Desolación) ist ein Naturhafen an der Südostküste der Insel Desolation Island nördlich der Livingston-Insel im Archipel der Südlichen Shetlandinseln.
Amerikanischen und britischen Robbenjägern war die Bucht unter ihrem Namen mindestens seit 1821 bekannt. In den 1930er Jahren wurde der Name zwischenzeitlich irrtümlich auf die heute als Hero Bay bekannten Bucht übertragen. Wahrscheinlicher Namensgeber ist die nordenglische Kleinstadt Blyth (vormals Blythe), Heimat des britischen Seefahrers William Smith, der als Entdecker der Südlichen Shetlandinseln gilt. Der chilenische Name für die Bucht orientiert sich an demjenigen für die Insel.